# Furcifer bifidus
Furcifer bifidus är en ödleart som beskrevs av Brongniart 1800. Furcifer bifidus ingår i släktet Furcifer och familjen kameleonter. IUCN kategoriserar arten globalt som livskraftig. Inga underarter finns listade i Catalogue of Life.
Arten förekommer på nordöstra Madagaskar. Honor lägger ägg.